# Ricardo Zunino
Ricardo Zunino (* 13. April 1949 in San Juan) ist ein ehemaliger argentinischer Automobilrennfahrer.

## Karriere
Zuninos erstes Formel-1-Rennen war der Große Preis von Kanada in der Saison 1979 für das Brabham-Team. Zuninio kam nur ins Auto, weil der damals zweifache österreichische Weltmeister Niki Lauda nach dem ersten Training seinen Rücktritt erklärt hatte. Lauda kam 1982 zurück und wurde zwei Jahre später erneut Weltmeister. Bis zum Ende der Saison 1980 startete Zunino achtmal für Brabham. Nach zwei weiteren Rennen für das Tyrrell-Team in der folgenden Saison beendete er seine Formel-1-Karriere mit einem letzten Start beim Großen Preis von Argentinien 1981.
Seine beste Platzierung in insgesamt zehn Formel-1-Rennen war zweimal ein siebter Platz, somit erreichte er keinen WM-Punkt.

## Statistik

### Statistik in der Formel 1

#### Gesamtübersicht
| Saison | Team                 | Chassis      | Motor                    | Rennen | Siege | Zweiter | Dritter | Poles | schn. Rennrunden | Punkte | WM-Pos. |
| ------ | -------------------- | ------------ | ------------------------ | ------ | ----- | ------- | ------- | ----- | ---------------- | ------ | ------- |
| 1979   | Parmalat Racing Team | Brabham BT49 | Ford Cosworth DFV 3.0 V8 | 2      | −     | −       | −       | −     | −                | −      | 24.     |
| 1980   | Parmalat Racing Team | Brabham BT49 | Ford Cosworth DFV 3.0 V8 | 6      | −     | −       | −       | −     | −                | −      | 22.     |
| 1981   | Tyrrell Racing Team  | Tyrrell 010  | Ford Cosworth DFV 3.0 V8 | 2      | −     | −       | −       | −     | −                | −      | 30.     |
| Gesamt | Gesamt               | Gesamt       | Gesamt                   | 10     | −     | −       | −       | −     | −                | −      |         |

#### Einzelergebnisse
| Saison | 1  | 2  | 3   | 4   | 5   | 6   | 7 | 8 | 9 | 10 | 11 | 12 | 13 | 14  | 15 |
| ------ | -- | -- | --- | --- | --- | --- | - | - | - | -- | -- | -- | -- | --- | -- |
| 1979   |    |    |     |     |     |     |   |   |   |    |    |    |    |     |    |
|        |    |    |     |     |     |     |   |   |   |    |    |    | 7  | DNF |    |
| 1980   |    |    |     |     |     |     |   |   |   |    |    |    |    |     |    |
| 7      | 8  | 10 | DNF | DNF | DNQ | DNF |   |   |   |    |    |    |    |     |    |
| 1981   |    |    |     |     |     |     |   |   |   |    |    |    |    |     |    |
|        | 13 | 13 |     |     |     |     |   |   |   |    |    |    |    |     |    |

| Legende  | Legende            | Legende                                                          |
| Farbe    | Abkürzung          | Bedeutung                                                        |
| -------- | ------------------ | ---------------------------------------------------------------- |
| Gold     | –                  | Sieg                                                             |
| Silber   | –                  | 2. Platz                                                         |
| Bronze   | –                  | 3. Platz                                                         |
| Grün     | –                  | Platzierung in den Punkten                                       |
| Blau     | –                  | Klassifiziert außerhalb der Punkteränge                          |
| Violett  | DNF                | Rennen nicht beendet (did not finish)                            |
| Violett  | NC                 | nicht klassifiziert (not classified)                             |
| Rot      | DNQ                | nicht qualifiziert (did not qualify)                             |
| Rot      | DNPQ               | in Vorqualifikation gescheitert (did not pre-qualify)            |
| Schwarz  | DSQ                | disqualifiziert (disqualified)                                   |
| Weiß     | DNS                | nicht am Start (did not start)                                   |
| Weiß     | WD                 | zurückgezogen (withdrawn)                                        |
| Hellblau | PO                 | nur am Training teilgenommen (practiced only)                    |
| Hellblau | TD                 | Freitags-Testfahrer (test driver)                                |
| ohne     | DNP                | nicht am Training teilgenommen (did not practice)                |
| ohne     | INJ                | verletzt oder krank (injured)                                    |
| ohne     | EX                 | ausgeschlossen (excluded)                                        |
| ohne     | DNA                | nicht erschienen (did not arrive)                                |
| ohne     | C                  | Rennen abgesagt (cancelled)                                      |
| ohne     | keine WM-Teilnahme |                                                                  |
| sonstige | P/fett             | Pole-Position                                                    |
| sonstige | 1/2/3/4/5/6/7/8    | Punktplatzierung im Sprint-/Qualifikationsrennen                 |
| sonstige | SR/kursiv          | Schnellste Rennrunde                                             |
| sonstige | *                  | nicht im Ziel, aufgrund der zurückgelegten Distanz aber gewertet |
| sonstige | ()                 | Streichresultate                                                 |
| sonstige | unterstrichen      | Führender in der Gesamtwertung                                   |